# Liste antiker Ortsnamen und geographischer Bezeichnungen/Va
| Lateinischer Name   | Griechischer Name                          | Beschreibung                                                                     | Heute                                                                           | Quellen und Verweise        | Lage |
| ------------------- | ------------------------------------------ | -------------------------------------------------------------------------------- | ------------------------------------------------------------------------------- | --------------------------- | ---- |
| Vabar               |                                            |                                                                                  |                                                                                 | Smith;                      |      |
| Vacalus             |                                            |                                                                                  |                                                                                 | Smith;                      |      |
| Vacca, Vaga         | Οὐάγα (Ouaga), Βάγα (Baga)                 | Stadt in Numidien                                                                |                                                                                 | Smith (1);                  |      |
| Vacca               |                                            | Stadt in Africa                                                                  |                                                                                 | Smith (2);                  |      |
| Vaccaei             |                                            |                                                                                  |                                                                                 | Smith;                      |      |
| Vacomagi            | Οὐακομάγοι (Ouakomagoi)                    | keltischer Volksstamm in Caledonia                                               | Siedlungsgebiete vermutlich am Fluss Spey in Moray                              | Smith;                      |      |
| Vacua               |                                            |                                                                                  |                                                                                 | Smith;                      |      |
| Vacuatae            |                                            |                                                                                  |                                                                                 | Smith;                      |      |
| Vada                |                                            | römischer Vicus im nördlichen Gallien                                            | bei Rossum in der Provinz Gelderland in den Niederlanden                        | Smith;                      |      |
| Vada                |                                            | Stadt beim Vorgebirge Caput Vada in Byzacena                                     |                                                                                 | Smith;                      |      |
| Vada Sabatia        | Σαβάτων Οὕαδα (Sabatōn Houada)             | Hafenstadt in Ligurien                                                           | Vado Ligure in Italien                                                          | Smith;                      |      |
| Vada Volaterrana    |                                            | Hafenstadt von Volaterrae in Etrurien                                            | Vada, ein Ortsteil von Rosignano Marittimo in Italien                           | Smith;                      |      |
| Vadavero            |                                            |                                                                                  |                                                                                 | Smith;                      |      |
| Vadicassii          |                                            |                                                                                  |                                                                                 | Smith;                      |      |
| Vadimonis Lacus     |                                            |                                                                                  |                                                                                 | Smith;                      |      |
| Vaga                |                                            | Stadt der Cantii in Britannien                                                   |                                                                                 | Smith;                      |      |
| Vaga                |                                            | siehe Vacca                                                                      |                                                                                 |                             |      |
| Vagedrusa           |                                            |                                                                                  |                                                                                 | Smith;                      |      |
| Vagienni            |                                            |                                                                                  |                                                                                 | Smith;                      |      |
| Vagniacae           |                                            |                                                                                  |                                                                                 | Smith;                      |      |
| Vagoritum           |                                            |                                                                                  |                                                                                 | Smith;                      |      |
| Vahalis             |                                            |                                                                                  |                                                                                 | Smith;                      |      |
| Valcum              |                                            |                                                                                  |                                                                                 | Smith;                      |      |
| Valdasus            |                                            |                                                                                  |                                                                                 | Smith;                      |      |
| Valentia            |                                            | römische Provinz in Britannien                                                   |                                                                                 | Smith;                      |      |
| Valentia            | Οὐαλεντία (Oualentia)                      | Stadt in Gallia Narbonensis                                                      | Valence in Frankreich                                                           | Smith;                      |      |
| Valentia            |                                            | Stadt auf Sardinien                                                              | Nuragus auf Sardinien                                                           | Smith;                      |      |
| Valentia            | Οὐαλεντία (Oualentia)                      | Stadt der Edetani in Hispania Tarraconensis                                      | Valencia in Spanien                                                             | Smith;                      |      |
| Valentia, Hipponium | Ἱππώνιον (Hippōnion)                       | Stadt in Bruttium                                                                | Vibo Valentia in Italien                                                        | Smith;                      |      |
| Valeponga           |                                            |                                                                                  |                                                                                 | Smith;                      |      |
| Valeria             |                                            | römische Provinz, nördlich des Flusses Drau gelegener Teil von Pannonia inferior | Ungarn zwischen Budapest, Balaton und Drau                                      | Smith;                      |      |
| Valeria             | Οὐαλερία (Oualeria)                        | Stadt in Hispania Tarraconensis                                                  | Valeria (auch Valera de Arriba), südlich von Cuenca in Spanien                  | Smith;                      |      |
| Valeriana           | Βαλεριάνα (Baleriana)                      | Ort in Moesia inferior                                                           | am Donauufer unterhalb des Dorfes Ostrow in der Gemeinde Orjachowo in Bulgarien | Smith;                      |      |
| Vali                | Οὑάλοι (Houaloi)                           | sarmatischer Volksstamm                                                          |                                                                                 | Smith;                      |      |
| Valina              | Οὐάλεινα (Oualeina), Βαλίνα (Balina)       | Ort in Pannonia superior                                                         |                                                                                 | Ptol. 2.14.6; Smith;        |      |
| Valla               |                                            | siehe Balla                                                                      |                                                                                 |                             |      |
| Vallata             |                                            | Stadt der Astures in Hispania Tarraconensis                                      | Villadangos del Páramo in Spanien                                               | Smith;                      |      |
| Vallatum            |                                            |                                                                                  |                                                                                 | Smith;                      |      |
| Vallis Pennina      |                                            |                                                                                  |                                                                                 | Smith;                      |      |
| Vallum Romanum      |                                            |                                                                                  |                                                                                 | Smith;                      |      |
| Valva               | Οὐάλουα (Oualoua)                          | Berg in Mauretania Caesariensis                                                  |                                                                                 | Ptol. 4.2.16; Smith;        |      |
| Vama                |                                            | Stadt der Celtici in Hispania Baetica                                            | Salvatierra de los Barros in der Provinz Badajoz in Spanien                     | Smith;                      |      |
| Vancianis           |                                            |                                                                                  |                                                                                 | Smith;                      |      |
| Vandabanda          |                                            |                                                                                  |                                                                                 | Smith;                      |      |
| Vandali             | Οὐανδαλοί (Ouandaloi), Βανδῆλοι (Bandēloi) | germanischer Volksstamm                                                          |                                                                                 | Smith;                      |      |
| Vandalici Montes    |                                            |                                                                                  |                                                                                 | Smith;                      |      |
| Vanduara            |                                            |                                                                                  |                                                                                 | Smith;                      |      |
| Vanesia             |                                            |                                                                                  |                                                                                 | Smith;                      |      |
| Vangiones           | Οὐαγγίονες (Ouangiones)                    | germanischer oder keltischer Volksstamm                                          | Siedlungsgebiet in der Gegend von Worms                                         | Smith;                      |      |
| Vannia              |                                            |                                                                                  |                                                                                 | Smith;                      |      |
| Vapincum            |                                            |                                                                                  |                                                                                 | Smith;                      |      |
| Varada              |                                            |                                                                                  |                                                                                 | Smith;                      |      |
| Varadetum           |                                            |                                                                                  |                                                                                 | Smith;                      |      |
| Varae               |                                            |                                                                                  |                                                                                 | Smith;                      |      |
| Varagri             |                                            |                                                                                  |                                                                                 | Smith;                      |      |
| Varar               |                                            |                                                                                  |                                                                                 | Smith;                      |      |
| Varciani            |                                            | keltischer Stamm                                                                 | Siedlungsgebiet im oberen Tal der Save                                          | Smith;                      |      |
| Varcilenses         |                                            |                                                                                  |                                                                                 | Smith;                      |      |
| Vardaei             |                                            |                                                                                  |                                                                                 | Smith;                      |      |
| Vardanes            | Οὐαρδάνης (Ouardanēs)                      | Fluss in Sarmatien                                                               | südlicher Mündungsarm des Kuban in das Asowsche Meer                            | Ptol. 5.9.5, 5.9.28; Smith; |      |
| Vardo               |                                            | Nebenfluss des Rhodanus in Gallia Narbonensis                                    | Gardon in Südfrankreich                                                         | Smith;                      |      |
| Varduli             |                                            |                                                                                  |                                                                                 | Smith;                      |      |
| Vareia, Varia       | Οὐάρεια (Ouareia), Οὐαρία (Ouaria)         | Stadt in Hispania Tarraconensis                                                  | Logroño in Spanien                                                              | Smith;                      |      |
| Vargiones           |                                            |                                                                                  |                                                                                 | Smith;                      |      |
| Varia               | Οὐαρία (Ouaria)                            | Stadt der Sabiner in Latium                                                      | Vicovaro in Italien                                                             | Smith (1);                  |      |
| Varia, Uria, Hyria  |                                            | Stadt in Calabria                                                                | Oria in Apulien                                                                 | Smith (2);                  |      |
| Variana             |                                            |                                                                                  |                                                                                 | Smith;                      |      |
| Varianae            |                                            |                                                                                  |                                                                                 | Smith;                      |      |
| Varini              |                                            | germanischer Volksstamm                                                          | Warnen                                                                          | Smith;                      |      |
| Varis, Vara, Varae  |                                            | Stadt in Britannia Romana                                                        | St Asaph in Denbighshire, Wales                                                 | Smith;                      |      |
| Varisti             |                                            |                                                                                  |                                                                                 | Smith;                      |      |
| Varus               |                                            | Grenzfluss zwischen Gallien und Italien                                          | Var in Südfrankreich                                                            | Smith;                      |      |
| Vasada              | Οὐάσαδα (Ouasada)                          | Stadt in Lykaonien                                                               | bei der Ortschaft Bostandere, Kreis Seydişehir in der türkischen Provinz Konya  | Smith;                      |      |
| Vasalaetus          |                                            |                                                                                  |                                                                                 | Smith;                      |      |
| Vasatae             |                                            |                                                                                  |                                                                                 | Smith;                      |      |
| Vasates             |                                            | keltischer Stamm                                                                 | Siedlungsgebiet in der späteren römischen Provinz Gallia Aquitania              | Smith;                      |      |
| Vascones            |                                            |                                                                                  |                                                                                 | Smith;                      |      |
| Vasconum Saltus     |                                            |                                                                                  |                                                                                 | Smith;                      |      |
| Vasio               |                                            |                                                                                  |                                                                                 | Smith;                      |      |
| Vatedo              |                                            |                                                                                  |                                                                                 | Smith;                      |      |
| Vatrenus            |                                            |                                                                                  |                                                                                 | Smith;                      |      |